# 乳搖
乳搖指因運動或衝擊等因素造成乳房晃動、搖動之現象，通常發生在有豐滿乳房（即巨乳）的女性身上。在男性觀眾取向的作品中，乳搖被認為是一種吸引人氣的表現手法。

## 作品中的表現
多數情況下，作品中的乳搖表現無視物理法則、脫離現實而進行了誇張處理。

### 動畫中
乳摇（日语：乳揺れ）作為一種殺必死福利，廣見於日本動畫中，其中GAINAX公司的頻繁使用給英語圈的動畫愛好者留下了深刻的印象。乳搖在1980年代因一群日本的動畫愛好者而帶起流行，GAINAX的《御宅族的錄影帶》中有對此的相關劇情。1983年的《DAICON IV OPENING ANIMATION》被認為是起源。

### 電子遊戲中
遊戲中的乳搖效果，英文作“breast physics”，字面意思“乳房物理”演算。乳搖最初出現在格鬥遊戲。在1992年的2D格鬥遊戲《餓狼傳說2》中，不知火舞在摆出造型時，乳房会搖動，她被認為是遊戲史上首个乳搖角色。之後，乳搖受到了男性玩家的歡迎，被其他遊戲采用。3D格鬥遊戲《生死格鬥系列》尤其以女性角色的乳搖著稱。